# Günther Leibfried
Günther Leibfried (* 1. Juni 1915 in Fraulautern bei Saarlouis; † 20. Juni 1977 in Aachen) war ein deutscher Physiker. Der Schwerpunkt seiner Forschungen lag auf der Theorie der kondensierten Materie.

## Leben
Leibfried promovierte in der Physik 1939 bei Georg Joos an der Universität Göttingen (Über Ramaneffekt an Alaun- und Zuckerkristallen), war danach in Göttingen Assistent bei Richard Becker und habilitierte sich dort 1950. Von 1957 bis 1977 erforschte er als Institutsdirektor am Forschungszentrum Jülich insbesondere die Auswirkung von Strahlung auf Metallgitter und Kristalle. Gleichzeitig hatte er eine Professur für Theoretische Physik an der RWTH Aachen inne.
Von 1990 bis 2008 vergab das Forschungszentrum Jülich an hervorragende Doktoranden des Forschungszentrums den Günther-Leibfried-Preis. Der Preis wurde 2009 vom Exzellenz-Preis abgelöst. Er war Herausgeber der Zeitschrift für Physik.
Leibfried gehörte seit seiner Studienzeit in Göttingen der Verbindung Lunaburgia an.

## Schriften
- mit Nikolas Breuer Point defects in metals, Band 1: Introduction to the theory, Springer 1978
- Bestrahlungseffekte in Festkörpern: eine Einführung in die Theorie, Teubner 1965
- Gittertheorie der mechanischen und thermischen Eigenschaften der Kristalle, in Siegfried Flügge (Hrsg.), Handbuch der Physik, Band 7-1, 1955

Er gab auch die Theorie der Elektrizität und Theorie der Wärme seines Lehrers Richard Becker neu bearbeitet heraus.